# 16078 Carolhersh
A 16078 Carolhersh (ideiglenes jelöléssel 1999 RG177) a Naprendszer kisbolygóövében található aszteroida. A LINEAR projekt keretében fedezték fel 1999. szeptember 9-én.